# Oinasjoki
Oinasjoki är en ort i Vichtis kommun i landskapet Nyland i Finland. Oinasjoki utgjorde en tätort (finska: taajama) fram till tätortsavgränsningen 2021.
Vid tätortsavgränsningen den 31 december 2020 hade Oinasjoki 210 invånare och omfattade en landareal av 1,25 kvadratkilometer. Året därefter hade området färre än 200 invånare och Oinasjoki klassificerades inte längre som tätort.